# ベンジャミン・デイドン・ジャクソン

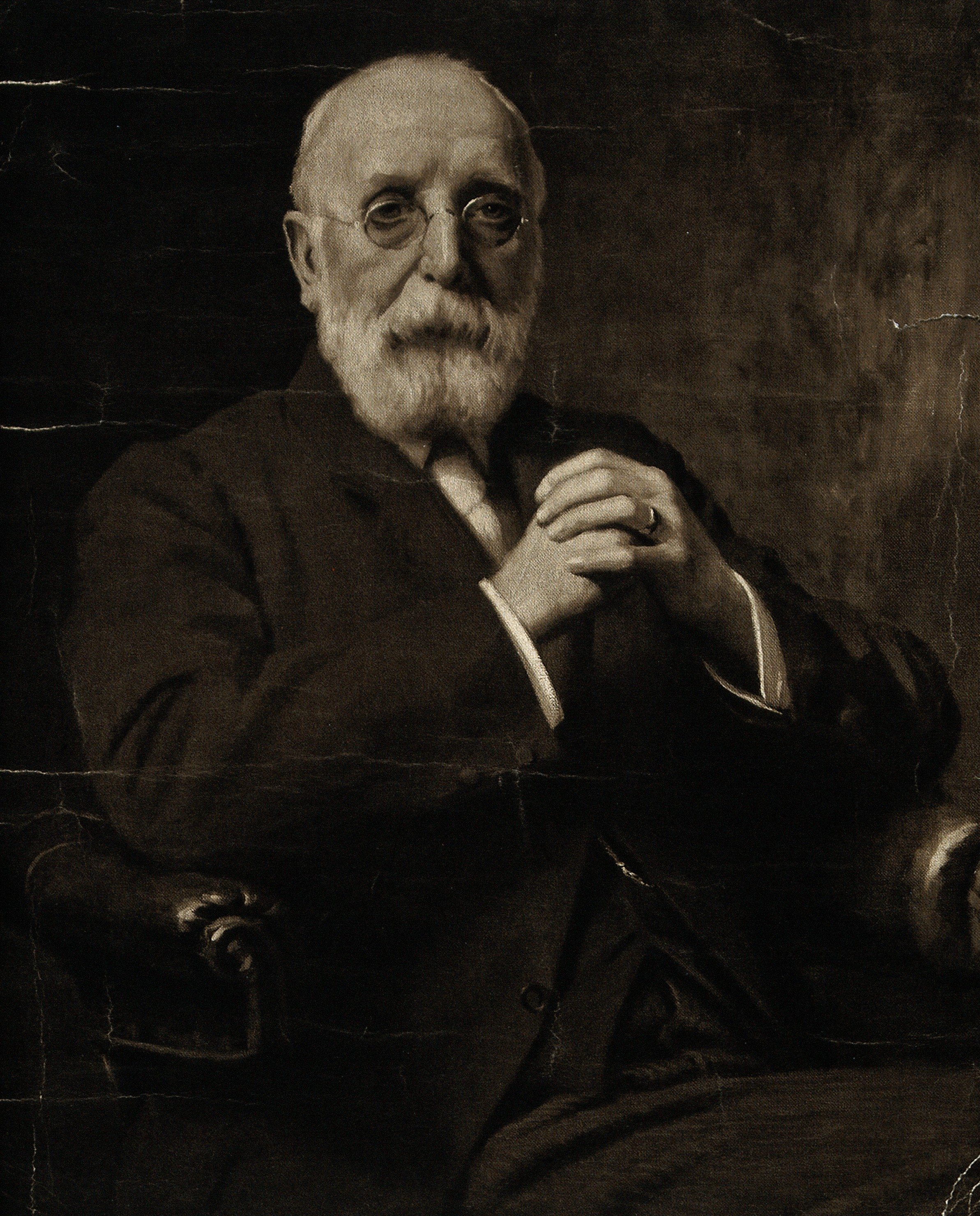
Benjamin Daydon Jackson

ベンジャミン・デイドン・ジャクソン（Benjamin Daydon Jackson、1846年4月3日 - 1927年10月12日）は、イギリスの植物学者・分類学者である。王立キュー植物園 (Royal Botanic Gardens, Kew)(英語版)による、全ての種子植物を「種」「属」のレベルで網羅することを目的としてまとめられた「Index Kewensis」(英語版)の最初の巻を執筆した。

## 生涯
1846年、ベンジャミン・デイドン・ジャクソン (Benjamin Daydon Jackson 、1806-1855) とエリザベス・ゲイズ (Elizabeth Gaze、1815-? ) の長子としてロンドンで生まれ、私立学校で教育を受けた。彼はおそらく「Index Kewensis」の編者としてもっとも知られている。「Index Kewensis」は1893年から1895年にかけて出版された種子植物の総目録で、世界的権威として受け入れられた。1880年、ジャクソンはロンドン・リンネ協会の会長に選任された。

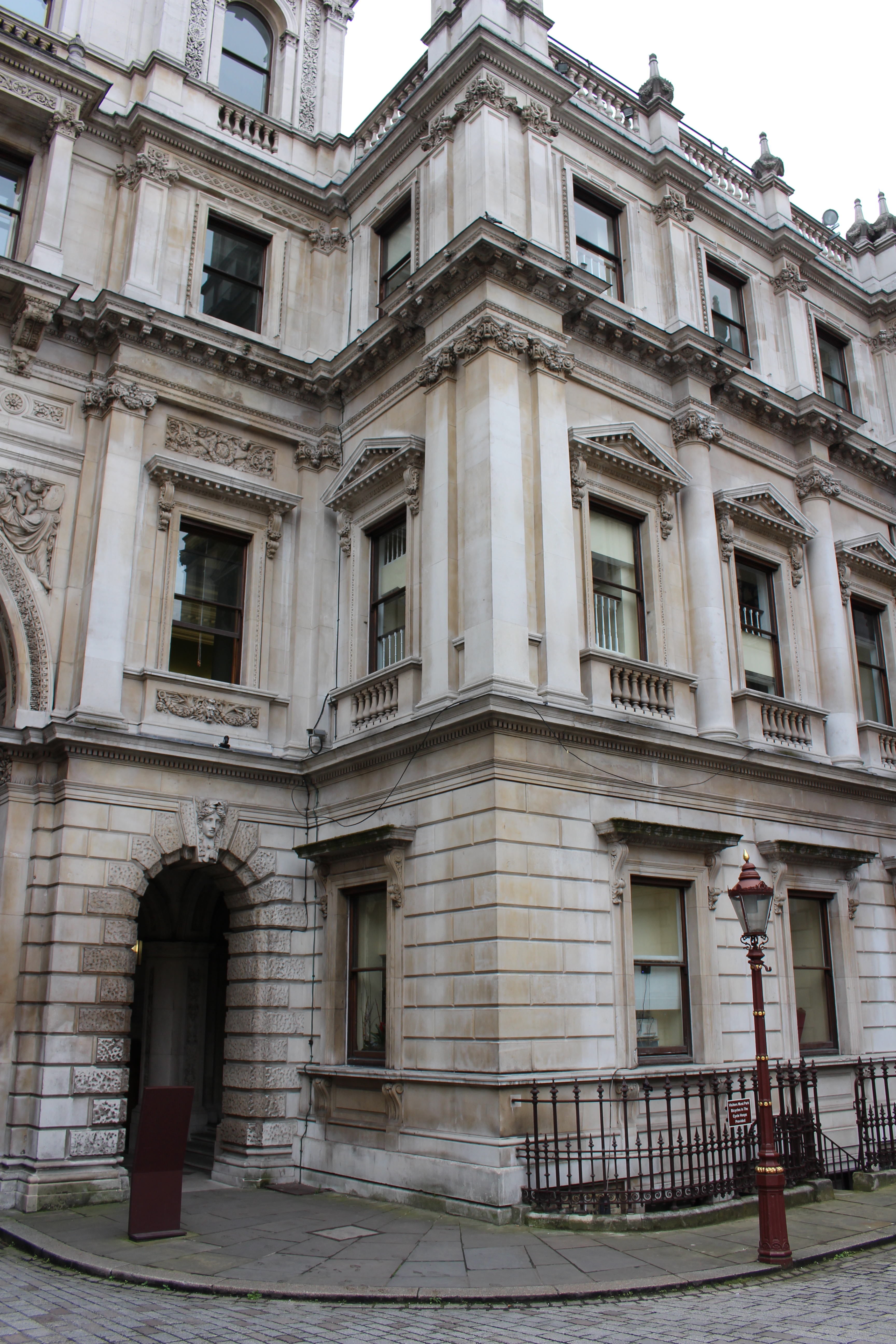
バーリントン・ハウスにある
ロンドン・リンネ協会

## 著作
「the Index Kewensis」の他下記のものがある。
- Guide to the Literature of Botany (1881)
- Vegetable Technology (1882)
- Glossary of Botanical Terms (1900)